# Карил де Сан Анхел (Лагос де Морено)
Карил де Сан Анхел (шп. Carril de San Ángel) насеље је у Мексику у савезној држави Халиско у општини Лагос де Морено. Насеље се налази на надморској висини од 1887 м.

## Становништво
Према подацима из 2010. године у насељу је живело 6 становника.

### Хронологија
| Година       | 2000        | 2005         | 2010 |
| ------------ | ----------- | ------------ | ---- |
| Становништво | 21 (9 / 12) | 37 (20 / 17) | 6    |

### Попис
| # | Индикатор                     | Вредност |
| - | ----------------------------- | -------- |
| 1 | Укупно домаћинстава           | 2        |
| 2 | Укупно насељених домаћинстава | 2        |
| 3 | Величина локације             | 1        |